# АМ140
АМ140 (автомотриса модульная с конструкционной скоростью 140 км/ч) — автомотриса, выпускаемая Свердловским заводом «Ремпутьмаш». Предназначена для перевозки бригад путевых рабочих к местам проведения работ. Может заменить автомотрисы АДМ, АС01, АСГ-30П и мотовоз МПТ6.

## Создание и выпуск
Инновационная автомотриса была разработана Калужским заводом «Ремпутьмаш» совместно с Центральной дирекцией инфраструктуры РЖД. В 2020 году на российские железные дороги поступили 13 автомотрис АМ140.  Генеральный директор Группы РПМ Сергей Шунин рассказал о новой автомотрисе:
Автомотрисы АМ140 демонстрируют новый подход в решении задач, стоящих перед инфраструктурным комплексом РЖД. Функциональные возможности и смена модулей позволяют выполнять большой объём задач: от транспортировки груза до проведения различных видов путевых работ. Таким образом, одна универсальная платформа может заменить несколько специализированных машин.

## Модули
Автомотриса имеет унифицированные с контейнерами 1CC установочные места.  В зависимости от ситуации автомотриса может быть оборудовна различными по назначению съёмными модулями. 

### Список модулей, входящих в базовую комплектацию
- Кабина съёмная [2]
- Пассажирский модуль [2]
- Грузовой модуль (для перевозки сыпучих грузов) [2]
- Кран-манипулятор [2]

### Список дополнительных модулей (не входящих в базовую комплектацию)
- Модуль-площадка для ремонта контактной сети [2]
- Модуль раскатки контактного провода [3]
- Модуль инспекции мостов [2]
- Модуль очистки железнодорожного полотна от снега [2]
- Модуль сварочного оборудования [2]
- Энергетический модуль [2]
- Модуль ДГУ [3]
- Компрессорная станция [3]
- Жилой модуль [3]

## Галерея

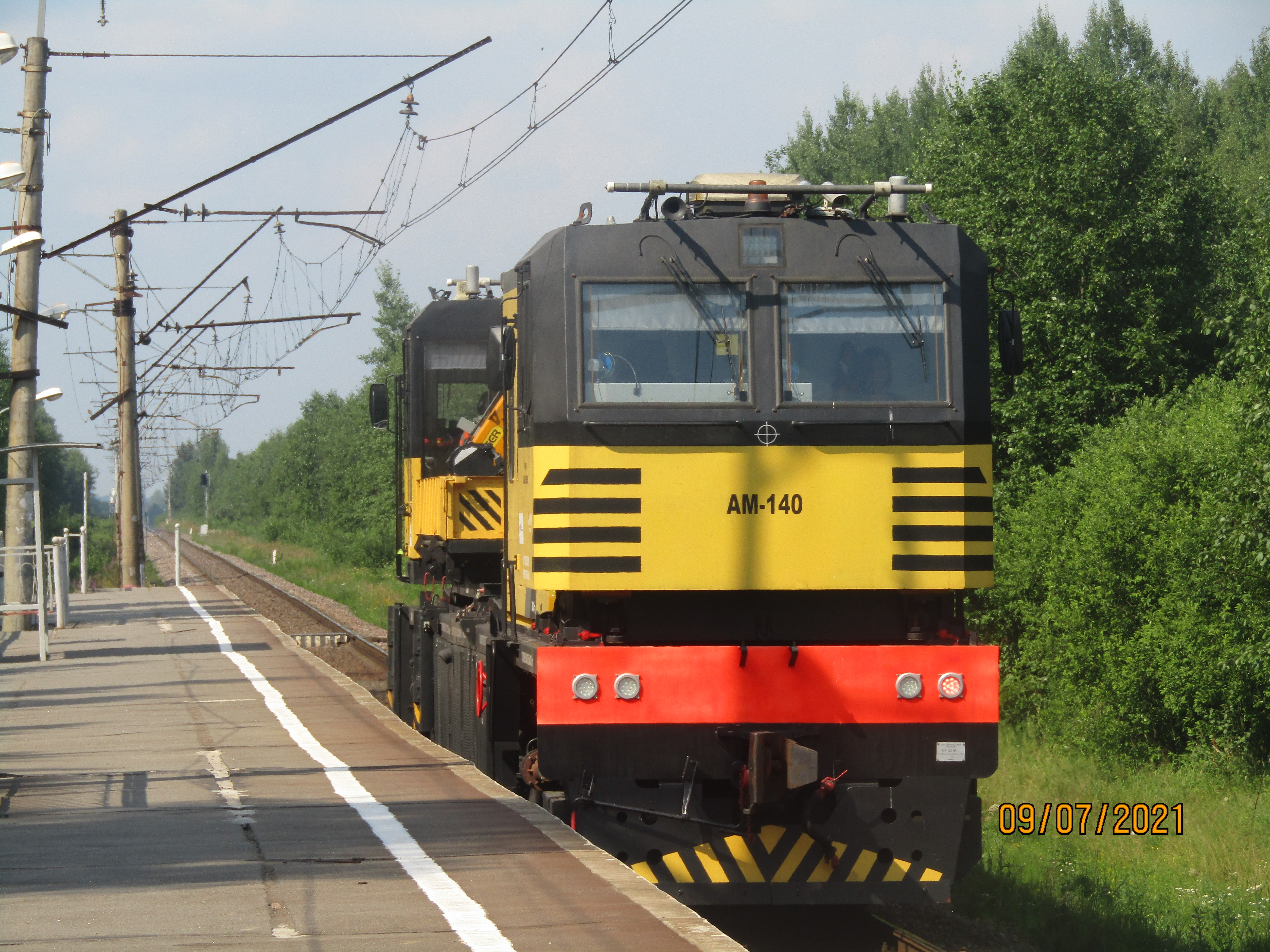
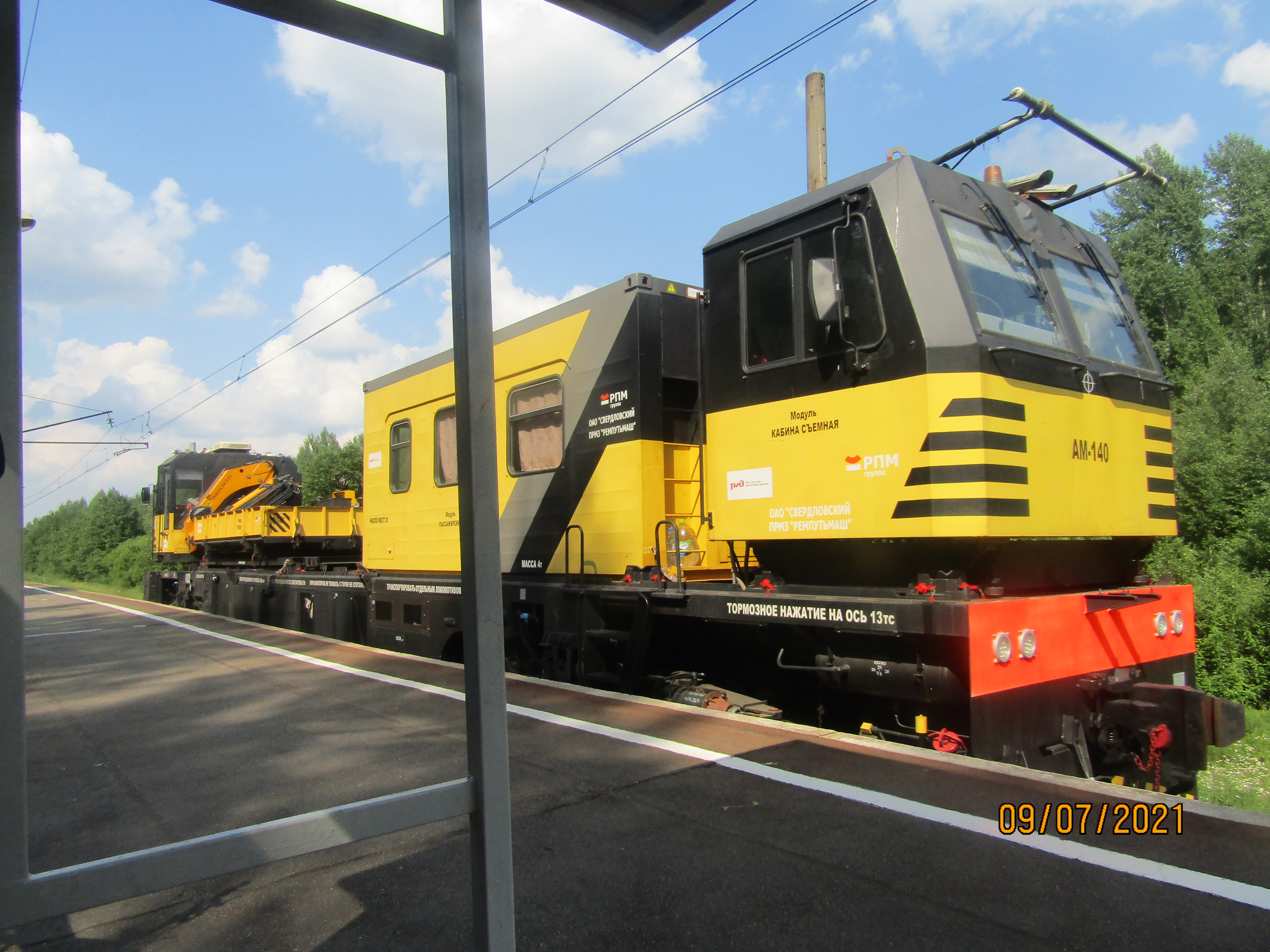